# Ukrainische Fußballnationalmannschaft der Frauen/Europameisterschaften
Der Artikel beinhaltet eine ausführliche Darstellung der ukrainischen Fußballnationalmannschaft der Frauen bei Europameisterschaften und den Qualifikationen dazu. Die ukrainische Mannschaft nahm erstmals an der Qualifikation für die EM 1995 teil und bestritt dabei gegen Russland ihr erstes Länderspiel. Seitdem nahm die Ukraine immer an der Qualifikation teil, konnte sich aber nur für eine Endrunden qualifizieren.

## Übersicht
| Jahr | Gastgeberland     | Teilnahme bis …    | Gegner                          | Ergebnis | Trainer/in     | Bemerkungen und Besonderheiten |
| ---- | ----------------- | ------------------ | ------------------------------- | -------- | -------------- | --- |
| 1984 | keine Endrunde    | nicht teilgenommen |                                 | –        |                | Teil der UdSSR, die erst 1990 das erste Spiel bestritt. |
| 1987 | Norwegen          | nicht teilgenommen |                                 | –        |                | Teil der UdSSR, die erst 1990 das erste Spiel bestritt. |
| 1989 | Deutschland       | nicht teilgenommen |                                 | –        |                | Teil der UdSSR, die erst 1990 das erste Spiel bestritt. |
| 1991 | Dänemark          | nicht teilgenommen |                                 | –        |                | Teil der UdSSR, die nicht teilnahm. |
| 1993 | Italien           | nicht teilgenommen |                                 | –        |                | Die UdSSR nahm erstmals teil, wurde dann aber nach Beginn der Qualifikation aufgelöst und ihr Platz von Russland eingenommen. Da die Qualifikation bereits begonnen hatte, konnte die Ukraine nicht teilnehmen. |
| 1995 | keine Endrunde    | nicht qualifiziert |                                 | –        |                | In der Qualifikation an Russland gescheitert, das sich aber auch nicht qualifizieren konnte. |
| 1997 | Norwegen/Schweden | nicht qualifiziert |                                 | –        |                | Die Ukraine hatte keine Möglichkeit sich zu qualifizieren, da sie in der B-Kategorie der Qualifikation spielte.                                                                                                 |
| 2001 | Deutschland       | nicht qualifiziert |                                 | –        |                | In den Playoffs an England gescheitert. |
| 2005 | England           | nicht qualifiziert |                                 | –        |                | In der Qualifikation an Titelverteidiger Deutschland und Tschechien gescheitert, das sich aber auch nicht qualifizieren konnte.                                                                                 |
| 2009 | Finnland          | Vorrunde           | Dänemark, Finnland, Niederlande | –        | Anatolij Kuzew | Als Gruppenletzte ausgeschieden. |
| 2013 | Schweden          | nicht qualifiziert |                                 | –        |                | In den Playoffs an Island gescheitert. |
| 2017 | Niederlande       | nicht qualifiziert |                                 | –        |                | Gegner in der Qualifikation waren Albanien, Frankreich, Griechenland und Rumänien. |
| 2022 | England           | nicht qualifiziert |                                 | –        |                | In den Play-offs der Gruppenzweiten an Nordirland gescheitert, das sich damit erstmals qualifizieren konnte. |
| 2025 | Schweiz           | nicht qualifiziert |                                 | –        |                | Im Play-off-Finale an Belgien gescheitert. |

## Die Turniere

### EM 1984 bis 1991
Die Ukraine war bis 1992 Teil der UdSSR, die für die ersten Europameisterschaften keine Mannschaft gemeldet hatte.

### EM 1993 in Italien
An der Qualifikation für die EM 1993 nahmen schon 23 Mannschaften teil, darunter auch erstmals die UdSSR. Das erste Qualifikationsspiel am 6. Oktober 1991 gegen Ungarn – ein 2:1-Sieg – war dann auch gleichzeitig das letzte Spiel der sowjetischen Mannschaft (die FIFA zählt es aber schon als Spiel der russischen Mannschaft). Als Mannschaft der Gemeinschaft unabhängiger Staaten bestritt sie dann zwar noch einige Freundschaftsspiele, die nächsten Qualifikationsspiele wurden dann aber von der russischen Mannschaft bestritten, die ihre Nachfolge antrat. So war dann das zweite Qualifikationsspiel gegen Ungarn am 17. Mai 1992 – ein torloses Remis – gleichzeitig das erste Spiel der russischen Mannschaft. Die Mannschaft qualifizierte sich für das Viertelfinale und traf erstmals auf Titelverteidiger Deutschland. In Moskau verloren die Russinnen mit 0:7 – bis 2013 ihre höchste Niederlage. Beim Rückspiel konnten sie dagegen ein torloses Remis halten, waren damit aber ausgeschieden. Deutschland verlor dann bei der Endrunde seinen Titel und wurde letztmals nicht Europameister. Die Ukraine konnte an der bereits gestarteten Qualifikation nicht mehr teilnehmen.

### EM 1995
Bereits zwei Monate nach dem Finale begann mit nun 29 Mannschaften die Qualifikation für die nächste Europameisterschaft, die wieder und letztmals ohne Endrunde ausgetragen wurde. Die Ukraine nahm nun erstmals teil und traf in ihren ersten Länderspielen auf Polen, Rumänien und Russland. Das erste Qualifikationsspiel am 29. August 1993 gegen Russland war das erste Länderspiel überhaupt für die Ukraine und wurde mit 0:2 verloren. Danach wurden beim 2:2 gegen Rumänien die ersten Tore geschossen und der erste Punkt gewonnen. Mit einem 3:1 in Polen gelang dann auch der erste Sieg dem ein 3:0 im Heimspiel folgte. Da die beiden letzten Auswärtsspiele verloren wurden, reichte es nur zum dritten Platz. Gruppensieger Russland scheiterte im Viertelfinale wieder an Deutschland.

### EM 1997 in Norwegen und Schweden
Ein Jahr nach dem Aus in der Qualifikation begann für die Ukraine die Qualifikation für die nächste EM-Endrunde für die nun schon 34 Mannschaften gemeldet hatten und die erstmals mit acht Mannschaften ausgetragen wurde. Auf Grund der unterschiedlichen Spielstärke der gemeldeten Mannschaften wurde die Qualifikation in zwei Kategorien eingeteilt. Die 16 stärksten Mannschaften spielten um die direkte Qualifikation, die 18 schwächeren Mannschaften, zu denen auch die Ukraine gehörte, spielten um die Möglichkeit bei der nächsten Qualifikation in der höheren Kategorie zu spielen. Gegner der Ukraine waren erstmals Bulgarien, Ungarn und die Türkei. Zudem war noch Aserbaidschan zugelost, das aber vor Beginn der Qualifikation seine Mannschaft zurückzog. Die Ukraine gewann fünf Spiele und gab nur beim 1:1 in Ungarn einen Punkt ab. Damit durfte sie gegen einen Gruppenletzten der A-Kategorie um einen Platz in der A-Kategorie für die nächste WM-Qualifikation spielen. Gegner war Rumänien, gegen das das Heimspiel zunächst mit 1:2 verloren wurde. Mit einem 4:1 im Rückspiel gelang aber der Aufstieg in die A-Kategorie.

### EM 2001 in Deutschland
In der Qualifikation für die EM 2001 spielten die Ukrainerinnen dann in der höheren Kategorie, da sie sich in der Qualifikation für die WM 1999 den Platz gesichert hatten. Sie trafen auf Deutschland, Italien und Island, gegen das im letzten Spiel der einzige Sieg gelang. Zudem wurden noch zwei Punkte durch Remis in den Heimspielen gegen Island und Italien geholt. Alle anderen Spiele wurden verloren, wodurch es nur zum dritten Platz reichte. Dieser bot aber die Möglichkeit, sich in den Playoffs gegen einen Gruppenzweiten für die Endrunde zu qualifizieren. Gegner war England, gegen das allerdings beide Spiele verloren wurden. Italien konnte sich dagegen in den Playoffs gegen Portugal durchsetzen, während Gruppensieger Deutschland direkt qualifiziert war, die Endrunde ausrichten durfte und erneut den Titel verteidigte.

### EM 2005 in England
Für die EM 2005 wurde der Gastgeber erstmals vorab festgelegt und England erhielt den Zuschlag für die Austragung. In der Kategorie A spielten diesmal 20 Mannschaften in vier Fünfergruppen und die Ukraine traf wieder auf Deutschland, sowie erstmals Tschechien, Schottland und Portugal. Die Ukraine konnte von den ersten vier Spielen keins gewinnen und nur beim 1:1 gegen Tschechien einen Punkt holen. Dann gelangen zwar knappe Siege in Portugal und gegen Schottland, in Deutschland und Tschechien wurde aber hoch verloren. Damit schied die Ukraine als Gruppenvierter aus. Gruppensieger Deutschland war mit acht Siegen direkt für die Endrunde qualifiziert und verteidigte dort den Titel. Die zweitplatzierten Tschechinnen scheiterten in den Playoffs an Italien.

### EM 2009 in Finnland
Die EM 2009 fand in Finnland statt. Erstmals nahmen zwölf Mannschaften am Turnier teil. Geändert wurde auch der Qualifikationsmodus. Die 1. Qualifikationsrunde bestritten nur die 20 schwächsten Nationalmannschaften. Die Ukraine musste erst in der zweiten Runde eingreifen und traf in einer Fünfergruppe erstmals auf Dänemark und die Slowakei sowie wieder Schottland und Portugal. Die Ukrainerinnen starteten mit sechs Siegen, verspielten dann aber mit einem 1:1 gegen Portugal und einer 0:1-Niederlage in Dänemark den Gruppensieg. Damit mussten sie in die Playoffs gegen Slowenien und gewannen beide Spiele (3:0 und 2:0).
Bei der Endrunde verlor die Ukraine das Auftaktspiel gegen die Niederlande, die auch erstmals teilnahm und gegen die zuvor noch nie gespielt wurde, mit 0:2. Im zweiten Spiel gegen Qualifikationsgegner Dänemark verloren sie mit 1:2, wobei Daryna Apanaschtschenko mit dem ersten Endrundentor für die Ukraine den zwischenzeitlichen Ausgleich erzielte. Damit waren die Ukrainerinnen bereits ausgeschieden, konnten aber das letzte Spiel gegen Gastgeber Finnland, der bereits für die K.-o.-Runde qualifiziert war und gegen den sie auch noch nicht gespielt hatten, durch ein Tor von Ljudmyla Pekur mit 1:0 gewinnen.

### EM 2013 in Schweden
Die EM 2013 fand zum zweiten Mal in Schweden statt. Wieder wurde die Qualifikation von den schwächeren Mannschaften begonnen, diesmal aber nur von den acht schwächsten Teams. Die Ukraine musste wieder erst in der zweiten Runde eingreifen und traf auf Finnland, und die Slowakei sowie erstmals Weißrussland und Estland, gegen das mit einem 4:1 die Qualifikation begonnen wurde. Danach mussten sie sich aber mit einem torlosen Remis gegen die Slowakei begnügen und verloren das Heimspiel gegen Weißrussland. Von den nächsten Spielen wurde dann nur das Heimspiel gegen Finnland mit 1:2 verloren, alle anderen Spiele aber ohne Gegentor gewonnen. Als Gruppenzweiter musste die Ukraine dann wieder in die Playoffs, verlor dort aber beide Spiele gegen Island mit 2:3.

### EM 2017 in den Niederlanden
Die EM 2017 fand in den Niederlanden und erstmals mit 16 Mannschaften statt. Die Ukraine traf in der Qualifikation auf Frankreich, Griechenland und Rumänien sowie erstmals Albanien. Die Ukraine qualifizierte sich nicht. Durch eine 1:2-Niederlage im letzten Gruppenspiel in Rumänien verspielten die Ukrainerinnen den zweiten Platz. Zudem verloren sie noch zweimal gegen Gruppensieger Frankreich und gaben beim 2:2 im Heimspiel gegen Rumänien einen Punkt ab. Alle anderen Spiele wurden gewonnen.

### EM 2022 in England
In der Qualifikation für die eigentlich für 2021 terminierte Endrunde, die zum zweiten Mal in England stattfinden soll, trafen die Ukrainerinnen auf Rekordeuropameister Deutschland (Gegner in den Qualifikationen für die WM 1999 sowie EM 2001 und 2005; ein Remis und fünf Niederlagen), Griechenland (Gegner in den Qualifikationen für die WM 2007 und EM 2017; vier Siege), Irland und Montenegro. Die Ukrainerinnen starteten mit zwei 0:8-Niederlagen gegen Deutschland, den höchsten Niederlagen ihrer Länderspielgeschichte. Sie verloren dann auch in Irland mit 2:3. Dann brachte die COVID-19-Pandemie die Qualifikation durcheinander. Erst im Herbst 2020 ging es weiter und mit fünf Siegen erreichten die Ukrainerinnen noch den zweiten Platz, da Irland gegen Deutschland, das alle Spiele gewann, beide Spiele verlor. Allerdings wurden die Ukrainerinnen nur achtbeste Gruppenzweite und mussten daher in die Play-offs gegen Nordirland, gegen das im April 2021 aber beide Spiele verloren wurden.

### EM 2025 in der Schweiz
Die Qualifikation lief erstmals unter einem anderen Modus. Analog der UEFA Women’s Nations League wurde in drei Ligen gespielt, wobei sich nur die Gruppensieger und -zweiten der Liga A direkt für die Endrunde qualifizierten. Die Ukrainerinnen hatten dagegen in Liga B nur die Möglichkeit, sich über die Play-offs zu qualifizieren. Dabei spielten die vier Gruppensieger und die zwei bestplatzierten Gruppenzweiten der Liga B in sechs Partien gegen die übrigen zwei Zweitplatzierten und die vier Drittplatzierten der Liga B. Die sechs Sieger zogen in die zweite Runde ein. Dort trafen sie auf einen Sieger aus den Spielen der Gruppendritten und -vierten der Liga A gegen die fünf Gruppensieger und die drei bestplatzierten Gruppenzweiten der Liga C. Die Ukrainerinnen trafen in Liga B4 auf Wales, Kroatien und das Kosovo. Die Ukrainerinnen, die alle Heimspiele auf neutralem Platz austrugen, verloren nur in Kroatien, spielten gegen Wales zweimal remis und gewannen die drei anderen Spiele. Als Gruppenzweite trafen sie im Play-off-Halbfinale auf die Türkei. Nach einem 1:1 in Istanbul gewannen sie das Rückspiel mit 2:0. Im Play-off-Finale unterlagen sie zweimal (0:2 und 1:2) gegen Belgien
.

## Statistiken

### Spielerinnen mit den meisten Einsätzen bei Europameisterschaften
| Spiele | Spieler                                     | Jahr (Spiele) |
| ------ | ------------------------------------------- | ------------- |
| 3      | Daryna Apanaschtschenko (Дарина Апанащенко) | 2013 (3)      |
|        | Nadija Baranowa (Надія Баранова)            | 2013 (3)      |
|        | Olha Bojtschenko (Ольга Бойченко)           | 2013 (3)      |
|        | Olena Chodyrjewa (Олена Ходирєва)           | 2023 (3)      |
|        | Wira Djatel (Віра Дятел)                    | 2013 (3)      |
|        | Alla Lyschafaj (Алла Лишафай)               | 2013 (3)      |
|        | Olena Masurenko (Олена Мазуренко)           | 2013 (3)      |
|        | Ljudmyla Pekur (Людмила Пекур)              | 2013 (3)      |
|        | Natalja Sintschenko (Наталя Зінченко)       | 2013 (3)      |
|        | Tetjana Tschorna (Тетяна Чорна)             | 2013 (3)      |

Stand: Juli 2013

### Spielerinnen mit den meisten Toren bei Europameisterschaften
| Tore | Spieler                 | Jahr (Tore) |
| ---- | ----------------------- | ----------- |
| 1    | Daryna Apanaschtschenko | 2013 (1)    |
|      | Ljudmyla Pekur          | 2013 (1)    |

Stand: Juli 2013

## Endrunden-Spiele
Die Ukrainerinnen bestritten bisher drei Endrunden-Spiele, wovon eins gewonnen und zwei verloren wurden. Kein Spiel musste verlängert werden. Einmal spielten die Ukrainerinnen gegen die Gastgeberinnen, aber ebenso wie Spanien nie gegen den Titelverteidiger. Bisher sind alle Gegner einmalig.
| Nr. | Datum      | Ergebnis | Gegner      | Austragungsort | Anlass       | Bemerkung |
| --- | ---------- | -------- | ----------- | -------------- | ------------ | --------- |
| 1   | 23.08.2009 | 0:2      | Niederlande | Turku (FIN)    | Gruppenspiel |           |
| 2   | 26.08.2009 | 1:2      | Dänemark    | Helsinki (FIN) | Gruppenspiel |           |
| 3   | 29.08.2009 | 1:0      | Finnland    | Helsinki (FIN) | Gruppenspiel |           |